# العلاقات الجيبوتية الفلسطينية
علاقات جيبوتي وفلسطين هي العلاقات الثنائيّة بين دولة فلسطين وجمهورية جيبوتي.

## التاريخ
تُساند الحكومة الجيبوتية القضية الفلسطينية على الدوام في جميع المحافل الدولية وتدعم حق الشعب الفلسطينية في استرداد أراضيه المغتصبة، وكانت واحدة من الدول التسع التي صوتت برفض قرار الرئيس الأمريكي السابق دونالد ترامب بشأن الاعتراف بالقدس الشرقية كعاصمة لإسرائيل عندما نوقش في اجتماع الجمعية العامة للأمم المتحدة في عام 2017.
زار الرئيس الفلسطيني محمود عباس جيبوتي في عام 2010، ومنحه الرئيس الجيبوتي إسماعيل عمر جيلي أثناء هذه الزيارة وسام نجمة جيبوتي الكبيرة.

## التمثيل الدبلوماسي
أنشئت السفارة الفلسطينية في جيبوتي على قطعة أرض مساحتها 5000 متر مربع كان قد منحها الرئيس الجيبوتي اسماعيل عمر جيلي لحكومة السلطة الفلسطينية لإقامة سفارتها ومقر إقامة سفيرها في بلاده، وافتتحت السفارة الفلسطينية في 28 يناير 2016.
يوجد مقر الممثليّة الفلسطينية العليا في جيبوتي في العاصمة الجيبوتية جيبوتي، ويشغل السفير رُويد أبو عمشة منصب رئيس البعثة الدبلوماسية الفلسطينية في جيبوتي اعتبارًا من عام 2022 وحتى الآن.
تُقدم الممثلية الفلسطينية العليا في جيبوتي الخدمات القنصلية وتهتم بشؤون الفلسطينيين المقيمين وتُمثّل فلسطين دبلوماسيًّا في مجموعة من الدول الإفريقية وهي إلى جانب جيبوتي، الصومال وجزر القمر وجنوب السودان وإريتريا.